# Isaiah Morris
Isaiah Samuel Morris III, detto Butch (Richmond, 2 aprile 1969), è un ex cestista statunitense, professionista nella NBA, in Europa e in Sudamerica.

## Carriera
È stato selezionato dai Miami Heat al secondo giro del Draft NBA 1992 (37ª scelta assoluta).